# 4. Strafsenat des Bundesgerichtshofes

4. Strafsenat des BGH mit den dazugehörigen Oberlandesgerichten:
Hamm
Zweibrücken

Der 4. Strafsenat des Bundesgerichtshofs ist als einer von derzeit sechs Strafsenaten des BGH ein Spruchkörper des obersten deutschen Gerichtshofes der ordentlichen Gerichtsbarkeit.

## Errichtung
Der 4. Strafsenat besteht seit der Gründung des Bundesgerichtshofs am 1. Oktober 1950.

## Besetzung
Der Senat ist derzeit (Stand: Juli 2023/Juni 2024) wie folgt besetzt:
- Vorsitzender: Andreas Quentin
- Stellvertretende Vorsitzende: Asmus Maatsch
- Beisitzer: Patrick Scheuß, Antje Dietsch, Gundula Momsen-Pflanz, Sandra Marks, Sohre Tschakert

## Vorsitzende
| Nr. | Name (Lebensdaten)                | Beginn der Amtszeit | Ende der Amtszeit |
| --- | --------------------------------- | ------------------- | ----------------- |
| 1   | Alfred Groß (1885–1976)           | 2. April 1951       | 31. Januar 1955   |
| 2   | Max Güde (1902–1984)              | 23. März 1955       | 31. März 1956     |
| 3   | Hans Eberhard Rotberg (1903–1995) | 11. April 1956      | 31. Dezember 1962 |
| 4   | Heinrich Jagusch (1908–1987)      | Januar 1963         | 28. Februar 1965  |
| 5   | Carlhans Scharpenseel (1907–2002) | 17. Dezember 1965   | Dezember 1966     |
| 6   | Hans Eberhard Rotberg (1903–1995) | 1. Januar 1967      | 31. August 1969   |
| 7   | Gerd Meyer (1906–1984)            | 29. September 1969  | 30. Juni 1974     |
| 8   | Hans Wolfgang Schmidt (* 1920)    | 10. September 1974  | 1975              |
| 9   | Christian Mayr (* 1911)           | 24. März 1976       | 1977              |
| 10  | Hannskarl Salger (1929–2010)      | 20. Dezember 1977   | 30. November 1994 |
| 11  | Lutz Meyer-Goßner (* 1936)        | 1. Dezember 1994    | 31. Juli 2001     |
| 12  | Ingeborg Tepperwien (* 1945)      | 20. September 2001  | 30. April 2010    |
| 13  | Andreas Ernemann (1947–2023)      | 25. Juni 2010       | 30. Juni 2012     |
| 14  | Beate Sost-Scheible (* 1956)      | 1. Juli 2013        | 31. Januar 2022   |
| 15  | Andreas Quentin (* 1961)          | 4. Juli 2022        |                   |

## Zuständigkeit
Der Geschäftsverteilungsplan des Bundesgerichtshofs regelt die Zuständigkeit der Strafsenate derart, dass jeder Senat für Revisionen aus dem Bezirk bestimmter Oberlandesgerichte zuständig ist und darüber hinaus sogenannte Spezialzuständigkeiten wahrnimmt. Gegenwärtig (Stand 2020) sind dem 4. Strafsenat folgende Aufgaben zugewiesen:
1. Die Revisionen in Strafsachen für die Bezirke der Oberlandesgerichte Hamm und Zweibrücken;
2. die Revisionen in Verkehrsstrafsachen (einschließlich des räuberischen Angriffs auf Kraftfahrer sowie der Eisenbahn- und Luftunfälle und der Fälle, in denen eine Verkehrsordnungswidrigkeit mit anderen Straftaten zusammentrifft) außer Fahren ohne Fahrerlaubnis, sofern dies mit anderen Straftaten zusammentrifft;
3. die Entscheidungen nach § 42 des Gesetzes über die Internationale Rechtshilfe in Strafsachen;
4. die Entscheidungen im Falle der Zurückverweisung der Sache an einen anderen Strafsenat des Bundesgerichtshofs, soweit nicht der 2. Strafsenat zuständig ist;
5. die Entscheidungen nach § 13 Abs. 4 und § 25 Abs. 1 Satz 4 des Strafrechtlichen Rehabilitierungsgesetzes (StrRehaG).

## Entscheidungen
Beim 4. Strafsenat besteht eine Spezialzuständigkeit für das Verkehrsstrafrecht. Dies führt dazu, dass der Senat vielfach mit Fragen der Auswirkungen von Alkohol auf die Schuldfähigkeit und die Behandlung der actio libera in causa befasst war.
Vor allem unter dem Vorsitz von Meyer-Goßner hat der 4. Strafsenat auch entscheidenden Einfluss auf die Fortbildung des Strafverfahrensrechts ausgeübt. Die Judikatur des Gerichts zum Problem der Verständigung im Strafverfahren geht auf grundlegende Entscheidungen dieses Senats zurück.